# Os Primeiros Momentos
Os Primeiros Momentos é um filme brasileiro de 1973 dirigido por Pedro Camargo.

## Sinopse
Duas famílias se conhecem durante férias na serra e despertam interesses amorosos proibidos, envolvendo até uma adolescente e seu namorado.

## Elenco
Em ordem de apresentação nos letreiros
- Odete Lara
- Paulo Porto
- Sandra Barsotti
- Carlos Kroeber
- Stepan Nercessian
- Geraldo Affonso Miranda
- Ângelo Riva
- Dartagnan Jr.
- Marcelo Marcello
- Lourenço Baeta
- Tetê Maciel
- Rogério de Poly
- Rodolfo de Mattos
- Roque de Araújo
- Dantas Júnior

Apresentando
- Cristina Aché

## Prêmios e indicações
Festival de Gramado
- Indicado à categoria Melhor Filme